# Humberto Ortega

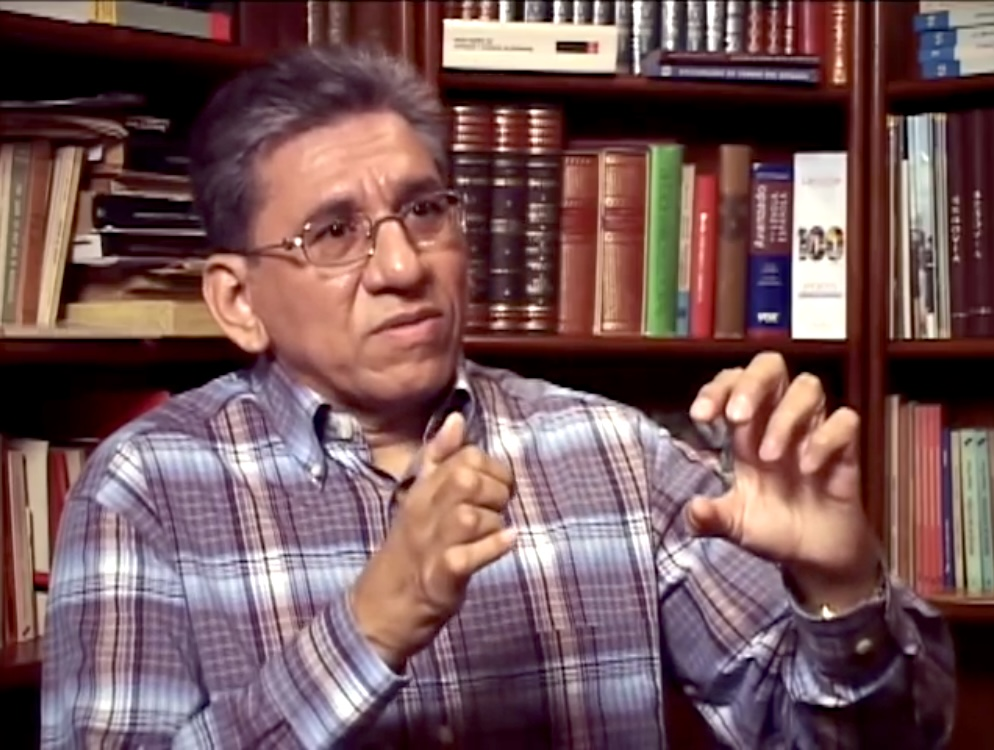
Humberto Ortega em 2005.

Humberto Ortega Saavedra (Manágua, 10 de janeiro de 1947 – Manágua, 30 de setembro de 2024) foi um líder revolucionário, militar, político e escritor nicaraguense; fundador e primeiro comandante em chefe do Exército Popular Sandinista (EPS). Foi Ministro da Defesa entre a vitória da Revolução Sandinista em 1979 sob o Governo de Reconstrução Nacional, durante a primeira presidência de seu irmão Daniel Ortega, e durante a presidência de Violeta Barrios de Chamorro que derrotou Daniel Ortega nas eleições de 1990.
Criou o Instituto de Estudos do Sandinismo, hoje Instituto de Historia de Nicaragua y Centroamérica (IHNC), com sede nas instalações da Universidad Centroamericana (UCA).
Seu irmão mais velho Daniel é o atual presidente da Nicarágua. Seu irmão Camilo (1950-1978) foi assassinado pela Guarda Nacional da Nicarágua durante a revolução.

## Obra literária
- A diez años de la rendición total de la guardia somocista (1989).
- Sobre la insurrección (1981).
- 50 años de lucha sandinista (1978).
- La Epopeya de la Insurrección (2004).
- Nicaragua (1992).
- Insurrección y Nicaragua Revolución.
- Democracia de Sobre.